# جاك دوسيت
جاك دوسيت هو مقدم برامج إذاعية وصحفي كندي، ولد في 8 مارس 1940 في مونتريال في كندا.